# Cara dolce strega
Cara dolce strega (Teen Witch) è un film diretto dal regista Dorian Walker.

## Trama
Louise è una ragazza di quindici anni, estremamente impopolare nella sua scuola e con un ristretto gruppo di amici fra cui Polly, la sua migliore amica e compagna di classe. La povera ragazza ha inoltre un conflitto continuo con il Sig. Weaver, suo professore di inglese ed è segretamente innamorata di Brad, bellissimo capitano della squadra di football e fidanzato con Randa, capo delle cheerleader. Una sera Louise ha un incidente in bicicletta e si imbatte nella casa della chiaroveggente Madame Serena, che le dice che la settimana seguente, il giorno del suo sedicesimo compleanno, acquisterà sensazionali poteri magici, visto che discende da una potentissima strega vissuta nel 1600. 
Effettivamente la ragazza riceve davvero dei poteri, con cui si vendica dell'insegnante di inglese, conquista Brad e diventa la ragazza più popolare del liceo. Ma eventi inaspettati faranno ravvedere Louise dai suoi intenti e la faranno riflettere se è così importante essere apprezzati per ciò che si è realmente o per come la magia ci fa apparire.

## Curiosità
- Il film è stato anche trasmesso in televisione con il titolo Un amore di strega.
- Nel 2009 ne era stato annunciato un remake con Ashley Tisdale, tuttavia il progetto non ha avuto un seguito.
- La casa in cui vive Madame Serena è la stessa utilizzata nel video musicale di Thriller di Michael Jackson.